# Saison 2012-2013 de l'AJ Auxerre
Maillots
Dernière mise à jour : 9 juillet 2013.
Chronologie
Saison précédente Saison suivante
L'AJ Auxerre joue lors de la saison 2012-2013, sa première saison en deuxième division après avoir été relégué lors de la saison 2011-2012. Gérard Bourgoin dispute sa deuxième saison en tant que président, et un nouvel entraîneur arrive au club, Jean-Guy Wallemme, après avoir fait un intérim de dix matchs lors de la saison précédente. Cette saison voit le club s'engager dans trois compétitions que sont la Ligue 2, la Coupe de France et la Coupe de la Ligue.

## Avant-saison
L'AJA commence sa première saison en ligue 2 depuis 33 ans. Avant même le début du championnat, Auxerre est menacé de relégation administrative par la DNCG à la suite d'un énorme déficit. Le club est donc obligé de se séparer de ses meilleurs joueurs en plus des joueurs en fin de contrat. Ainsi, Delvin Ndinga est vendu 4 millions d'euros (+ 2 de bonus) a l'AS Monaco.
De nombreux cadres devraient donc quitter la Bourgogne cet été pour alléger la masse salariale et rapporter de l'argent au club (qui avait budgétisé pour 11 millions de recettes concernant les transferts). Par exemple, Alain Traoré, courtisé par Arsenal, Willy Boly, par des clubs anglais et italiens, ou encore Georges Mandjeck. Omar Kossoko, et Issam Jemâa sont libérés par le club, à la suite d'un refus d'une baisse de 50 % de leurs salaires.
L'entraîneur Jean-Guy Wallemme met huit joueurs à l'essai pour les remplacer : deux Gabonais (Rémy Ebanega et Henri Ndong), Marko Maric, Marco Ramos, Terence Makengo, Jamel Aït Ben Idir, Olivier Davidas, et Juanma Hernández. Olivier Davidas n'est finalement pas conservé, les deux gabonais sont recrutés, et Terence Makengo est prêté par l'AS Monaco, 1 an, sans option d'achat. Le 4 juillet, Gérard Bourgoin annonce que Cédric Hengbart, Adama Coulibaly, Olivier Sorin, et Anthony Le Tallec restent à l'AJA. Après plusieurs reports de la décision de la DNCG, celle-ci confirme qu'Auxerre jouera bien en Ligue 2 cette saison. Le 12 juillet les signatures de Henri Ndong (3 ans) et Rémy Ebanega (2 ans) sont officialisés.
À la suite des incidents survenus le 20 mai 2012 lors de la dernière journée de Ligue 1, le club se voit convoqué par la commission de discipline de la LFP où il est condamné à quatre matchs à huis clos dont deux avec sursis. L'appel effectué à la commission supérieure d'appel de la FFF confirmant cette décision, l'AJA saisit le conseil de conciliation du CNOSF qui ramène la sanction à quatre matchs à huis clos dont trois avec sursis.

### Transferts
| Été                 |                     |                                   |                         |                             |
| Nom                 | Nationalité         | Transfert                         | Provenance/Destination  | Division                    |
| Arrivées            |                     |                                   |                         |                             |
| Rémy Ebanega        | Gabon               | Transfert                         | US Bitam                | D1 Gabonaise                |
| Henry Ndong         | Gabon               | Transfert                         | US Bitam                | D1 Gabonaise                |
| Marco Ramos         | Portugal            | Transfert                         | SC Braga                | Liga ZON Sagres             |
| Fins de Contrat     |                     |                                   |                         |                             |
| Hugo Colace         | Argentine           | Fin de contrat                    | Estudiantes Tecos       | Liga de Ascenso             |
| Retours de prêt     |                     |                                   |                         |                             |
| Steeven Langil      | France              | Retour de prêt                    | CS Sedan                | Ligue 2                     |
| Maxime Bourgeois    | France              | Retour de prêt                    | LB Châteauroux          | Ligue 2                     |
| Vincent Acapandié   | France              | Retour de prêt                    | AC Arles-Avignon        | Ligue 2                     |
| Jung Jo-Gook        | Corée du Sud        | Retour de prêt                    | AS Nancy-Lorraine       | Ligue 1                     |
| Issam Jemâa         | Tunisie             | Retour de prêt                    | Stade brestois          | Ligue 1                     |
| Prêts               |                     |                                   |                         |                             |
| Terence Makengo     | France              | Prêt sans option d'achat (1 an)   | AS Monaco               | Ligue 2                     |
| Départs             |                     |                                   |                         |                             |
| Delvin Ndinga       | République du Congo | Transfert (4,5M€+2M bonus)        | AS Monaco               | Ligue 2                     |
| Roy Contout         | France              | Transfert (1,2 million)           | FC Sochaux              | Ligue 1                     |
| Omar Kossoko        | France              | Départ libre                      | Inconnu                 |                             |
| Issam Jemâa         | Tunisie             | Départ libre                      | Koweït SC               | Kuwaiti Premier League      |
| Jung Jo-Gook,       | Corée du Sud        | Départ libre                      | FC Séoul                | Championnat de Corée du Sud |
| Alain Traoré        | Burkina Faso        | Transfert (5 millions avec bonus) | FC Lorient              | Ligue 1                     |
| Dieylani Fall       | Sénégal             | Transfert (inconnu)               | Amiens SC               | National                    |
| Anthony Le Tallec   | France              | Transfert (inconnu)               | Valenciennes FC         | Ligue 1                     |
| Hugo Roberto Colace | Argentine           | Départ libre                      | Inconnu                 | Inconnu                     |
| Fins de Contrat     |                     |                                   |                         |                             |
| Stéphane Grichting  | Suisse              | Fin de Contrat                    | Grasshopper Club Zurich | Super League                |
| Simon Pontdemé      | France              | Fin de Contrat                    | Inconnu                 |                             |
| Jérémy Berthod      | France              | Fin de Contrat                    | Inconnu                 |                             |
| Kamel Chafni        | Maroc               | Fin de Contrat                    | Stade brestois          | Ligue 1                     |
| Édouard Cissé       | France              | Fin de Contrat                    | Inconnu                 |                             |
| Dariusz Dudka       | Pologne             | Fin de Contrat                    | Levante UD              | Liga BBVA                   |
| Ogou Akichi         | Côte d'Ivoire       | Fin de Contrat                    | Inconnu                 |                             |
| Retours de prêt     |                     |                                   |                         |                             |
| Ben Sahar           | Israël              | Retour de prêt                    | Espanyol de Barcelone   | Liga BBVA                   |
| Prêts               |                     |                                   |                         |                             |
| Yonathan Del Valle  | Colombie            | Prêt                              | Rio Ave FC              | Liga ZON Sagres             |

| Hiver          |             |                     |                        |          |
| Nom            | Nationalité | Transfert           | Provenance/Destination | Division |
| Départs        |             |                     |                        |          |
| Dennis Oliech  | Kenya       | Transfert (inconnu) | AC Ajaccio             | Ligue 1  |
| Soualiho Meïté | France      | Transfert (inconnu) | Lille OSC              | Ligue 1  |
| Arrivées       |             |                     |                        |          |
| Soualiho Meïté | France      | Prêt                | Lille OSC              | Ligue 1  |

### Matchs amicaux
L'AJA reprend l'entraînement le 18 juin, suivi d'un stage à Peisey-Nancroix (Savoie) du 24 au 30 juin, et d'un autre stage a Saint-Jean-de-Monts (Vendée). 7 joueurs sont mis à l'essai par Jean Guy Wallemme, dans l'ordre suivant : Marko Maric, Rémy Ebanega, Henry Ndong, Olivier Davidas, Terence Makengo, Marco Ramos et Jamel Aït Ben Idir. Ces joueurs jouent notamment lors du premier match de l'AJA contre le FC Lausanne-Sport.
| Date       | Adversaire                       | Lieu           | Résultat | Buteurs pour l'AJA                                 |
| ---------- | -------------------------------- | -------------- | -------- | -------------------------------------------------- |
| 30 juin    | FC Lausanne-Sport (Super League) | Pont-de-Chéruy | 0 - 1    | Haller                                             |
| 4 juillet  | UNFP                             | Avallon        | 0 - 1    | Haller                                             |
| 7 juillet  | Angers SCO (Ligue 2)             | Saumur         | 1 - 3    | Le Tallec 59e                                      |
| 14 juillet | FC Nantes (Ligue 2)              | La Baule       | 1 - 0    |                                                    |
| 17 juillet | Clermont Foot (Ligue 2)          | Decize         | 4 - 0    | Makengo 32e Traoré 35e Le Tallec 55e Acapandié 70e |
| 14 juillet | FC Metz (National)               | Auxerre        | 1 - 0    | Le Tallec 40e                                      |
| 6 janvier  | US Orléans (National)            | Auxerre        | 1 - 3    | Makengo                                            |
| 18 janvier | Paris FC (National)              | Auxerre        | 2 - 0    | Bourgeois 42e Sanogo 54e                           |

### Effectif de la saison 2012-2013
Notes : L'âge indiqué correspond à celui du joueur à la date du 7 août 2012.

1 : joueur transféré par l'AJ Auxerre lors du mercato hivernal.

2 : joueur prêté à l'AJ Auxerre lors du mercato hivernal.

## Saison

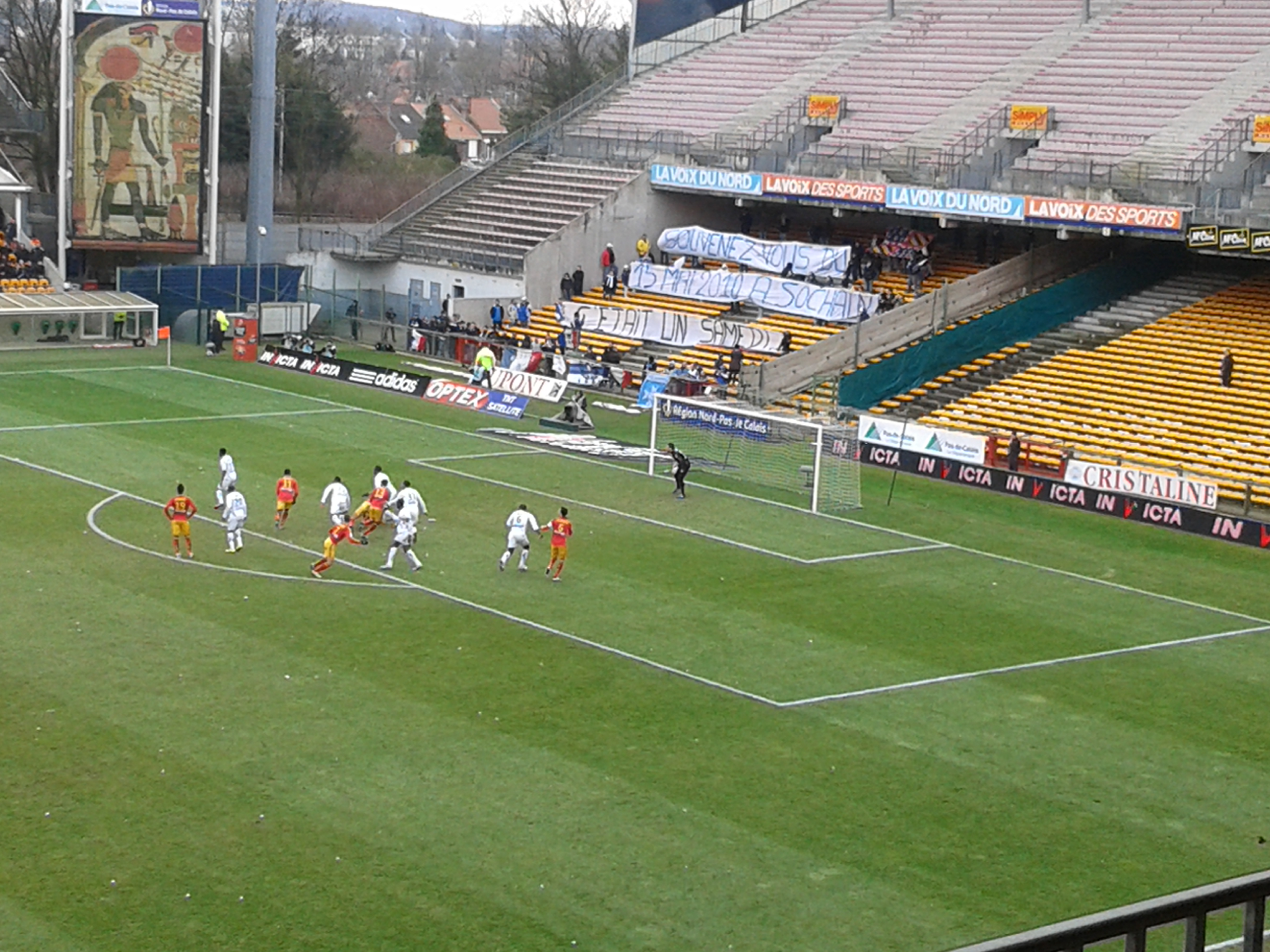
Supporters auxerrois lors du match Lens - Auxerre (1-0), le 16 mars 2013, au Stade Félix-Bollaert-Delelis.

Auxerre commence sa saison par un match de Ligue 2 à huis clos contre le Nîmes Olympique. L'absence de public ne l'empêche pas de s'imposer 2-0. Pour la 2e journée, l'AJA ne parvient pas à rééditer cette performance puisqu'elle s'incline 3-1 face au SM Caen. Pour le premier tour de Coupe de la Ligue le 7 août 2012, l'AJ Auxerre doit faire un déplacement difficile au Stade de la Licorne pour y affronter le Amiens SC. L'AJ Auxerre remporte le match 2 buts à 1, notamment grâce au premier but de son jeune milieu de terrain de 18 ans : Meïté. Le week-end suivant, le club ajaïste enchaîne avec une victoire à domicile en championnat contre le CS Sedan, ce qui lui permet de monter à la 3e place. Le 24 août 2012 réalise sa troisième victoire en trois matchs dans son stade de l'Abbé-Deschamps. Les ajaïstes reviennent alors à la 5e place du classement : l'attaquant Le Tallec a marqué ses 3e et 4e buts de la saison, ses quatre buts ont d'ailleurs été inscrits à domicile. Quatre jours plus tard, le 28 août 2012 a lieu le premier derby bourguignon pour le 2e tour de la Coupe de la Ligue, où l'AJ Auxerre reçoit le 3e de Ligue 2, le Dijon FCO ; le match tourne à l'avantage de l'équipe icaunaise qui enregistre sa quatrième victoire en quatre matchs au stade de l'Abbé-Deschamps cette saison. Quelques jours avant la fin du mercato, l'argentin Hugo Roberto Colace signe un contrat d'un an avec Auxerre.
Le club ajaïste obtient sa première victoire de la saison à l’extérieur le 26 octobre 2012 à Dijon contre le Dijon FCO ; la dernière victoire de l'AJ Auxerre en déplacement datait du 3 mai 2012 et d'un match sur la pelouse du… Dijon FCO.
Le 2 décembre 2012, Jean-Guy Wallemme quitte le club d'un commun-accord et est remplacé le soir-même par Bernard Casoni.
Lors de la trêve hivernale, les joueurs auront un match amical face à l'Us Orléans le 6 janvier 2013.

## Ligue 2
| Date     | Compétition | Adversaire          | Lieu | Diffusion | Horaires | Résultat | Buteurs de l'AJA                            | Place | Affluence |
| -------- | ----------- | ------------------- | ---- | --------- | -------- | -------- | ------------------------------------------- | ----- | --------- |
| 27/07/12 | Journée 1   | Nîmes Olympique     | Dom. | Beinsport | 20h30    | 2 - 0    | Langil 13e Le Tallec 58e                    | 2e    | 0         |
| 04/08/12 | Journée 2   | SM Caen             | Ext. | Beinsport | 14h00    | 3 - 1    | Kapo 15e                                    | 7e    | 7 458     |
| 11/08/12 | Journée 3   | CS Sedan            | Dom. | Beinsport | 14h00    | 1 - 0    | Le Tallec 71e                               | 3e    | 4 875     |
| 20/08/12 | Journée 4   | Le Mans FC          | Ext. | Eurosport | 20h30    | 3 - 1    | Kapo 36e                                    | 8e    | 6 455     |
| 24/08/12 | Journée 5   | Stade lavallois MFC | Dom. | Beinsport | 18h45    | 2 - 1    | Le Tallec 19e 26e                           | 6e    | 4 684     |
| 31/08/12 | Journée 6   | Tours FC            | Ext. | Beinsport | 18h45    | 1 - 0    |                                             | 8e    | 4 145     |
| 14/09/12 | Journée 7   | FC Istres OP        | Dom. | Beinsport | 18h45    | 0 - 0    |                                             | 10e   | 4 926     |
| 22/09/12 | Journée 8   | EA Guingamp         | Ext. | Beinsport | 14h00    | 4 - 3    | Ntep 35e Kapo 38e Acapandié 63e             | 11e   | 9 120     |
| 01/10/12 | Journée 9   | AC Arles-Avignon    | Dom. | Eurosport | 20h30    | 2 - 1    | Makengo 70e Ntep 84e                        | 8e    | 8 120     |
| 05/10/12 | Journée 10  | Le Havre AC         | Ext. | Beinsport | 18h45    | 2 - 1    | Ntep 37e                                    | 11e   | 8 382     |
| 20/10/12 | Journée 11  | RC Lens             | Dom. | Beinsport | 14h00    | 1 - 2    | Oliech 77e                                  | 12e   | 6 676     |
| 26/10/12 | Journée 12  | Dijon FCO           | Ext. | Beinsport | 18h45    | 0 - 1    | Oliech 41e                                  | 10e   | 10 315    |
| 03/11/12 | Journée 13  | GFCO Ajaccio        | Dom. | Beinsport | 14h00    | 1 - 1    | Kapo 34e                                    | 11e   | 5 923     |
| 10/11/12 | Journée 14  | AS Monaco FC        | Ext. | Beinsport | 14h00    | 2 - 0    |                                             | 14e   | 4 798     |
| 23/11/12 | Journée 15  | FC Nantes           | Dom. | Beinsport | 14h00    | 0 - 2    |                                             | 16e   | 6 717     |
| 30/11/12 | Journée 16  | LB Châteauroux      | Ext. | Beinsport | 18h45    | 1 - 1    | Sambou 49e (csc)                            | 16e   | 6 396     |
| 11/12/12 | Journée 17  | Chamois niortais FC | Dom. | Beinsport | 20h55    | 4 - 2    | Oliech 32e Kapo 48e Bong 59e (csc) Ntep 89e | 11e   | 4 389     |
| 14/12/12 | Journée 18  | Angers SCO          | Ext. | Beinsport | 18h45    | 2 - 1    | Boly 29e                                    | 13e   | 6 169     |
| 21/12/12 | Journée 19  | Clermont Foot       | Ext. | Beinsport | 18h45    | 1 - 2    | Ntep 57e Jullien 82e                        | 11e   | 3 677     |
| 12/01/13 | Journée 20  | SM Caen             | Dom. | Beinsport | 14h00    | 1 - 2    | Haddad 81e                                  | 11e   | 5 057     |
| 26/02/13 | Journée 21  | CS Sedan            | Ext. | Beinsport | 19h30    | 1 - 0    |                                             | 12e   | 5 755     |
| 25/01/13 | Journée 22  | Le Mans FC          | Dom. | Beinsport | 20h00    | 1 - 1    | Kapo 79e                                    | 12e   | 4 663     |
| 01/02/13 | Journée 23  | Stade lavallois MFC | Ext. | Beinsport | 20h00    | 4 - 5    | Sanogo 42e 45e 56e 59e Jullien 88e          | 11e   | 3 769     |
| 08/02/13 | Journée 24  | Tours FC            | Dom. | Beinsport | 20h00    | 3 - 2    | Sanogo 23e 69e 90e                          | 10e   | 4 615     |
| 15/02/13 | Journée 25  | FC Istres OP        | Ext. | Beinsport | 20h00    | 0 - 3    | Meïté 11e Ntep 40e 82e                      | 10e   | 2 554     |
| 22/02/13 | Journée 26  | EA Guingamp         | Dom. | Beinsport | 20h00    | 2 - 1    | Kapo 43e Hengbart 90+3e                     | 8e    | 6 608     |
| 01/03/13 | Journée 27  | AC Arles-Avignon    | Ext. | Beinsport | 20h00    | 2 - 1    | Haller 27e                                  | 9e    | 1 913     |
| 08/03/13 | Journée 28  | Le Havre AC         | Dom. | Beinsport | 20h00    | 4 - 1    | Haller 19e Kapo 26e Ntep 69e Langil 90+1e   | 8e    | 5 181     |
| 16/03/13 | Journée 29  | RC Lens             | Ext. | Beinsport | 14h00    | 1 - 0    |                                             | 9e    | 16 330    |
| 29/03/13 | Journée 30  | Dijon FCO           | Dom. | Beinsport | 20h00    | 0 - 0    |                                             | 9e    | 8 636     |
| 05/04/13 | Journée 31  | GFCO Ajaccio        | Ext. | Beinsport | 20h00    | 0 - 0    |                                             | 9e    | 2 169     |
| 12/04/13 | Journée 32  | AS Monaco FC        | Dom. | Beinsport | 14h00    | 0 - 2    |                                             | 9e    | 9 156     |
| 19/04/13 | Journée 33  | FC Nantes           | Ext. | Beinsport | 14h00    | 1 - 1    | Rudy Haddad 45e                             | 10e   | 25 790    |
| 26/04/13 | Journée 34  | LB Châteauroux      | Dom. | Beinsport | 20h00    | 0 - 0    |                                             | 10e   | 5 239     |
| 03/05/13 | Journée 35  | Chamois niortais FC | Ext. | Beinsport | 20h00    | 0 - 1    | Adama Coulibaly 45e                         | 9e    | 5 666     |
| 10/05/13 | Journée 36  | Angers SCO          | Dom. | Beinsport | 20h00    | 2 - 2    | Langil 14e Sanogo 72e                       | 9e    | 6 096     |
| 17/05/13 | Journée 37  | Clermont Foot       | Dom. | Beinsport | 20h30    | 1 - 1    | Ntep 28e                                    | 9e    | 5 236     |
| 24/05/13 | Journée 38  | Nîmes Olympique     | Ext. | Beinsport | 20h30    | 4 - 2    | Hengbart 14e (pen.) Sanogo 87e              | 9e    | 5 121     |

## Classement

### Général
| Rang | Équipe             | Pts | J  | G  | N  | P  | Bp | Bc | Diff |
| ---- | ------------------ | --- | -- | -- | -- | -- | -- | -- | ---- |
| 1    | AS Monaco FC       | 76  | 38 | 21 | 13 | 4  | 64 | 33 | +31  |
| 2    | EA Guingamp        | 70  | 38 | 20 | 10 | 8  | 63 | 38 | +25  |
| 3    | FC Nantes          | 69  | 38 | 19 | 12 | 7  | 54 | 29 | +25  |
| 4    | SM Caen R          | 63  | 38 | 17 | 12 | 9  | 48 | 28 | +20  |
| 5    | Angers SCO         | 61  | 38 | 17 | 10 | 11 | 52 | 39 | +13  |
| 6    | Le Havre AC        | 59  | 38 | 16 | 11 | 11 | 52 | 47 | +5   |
| 7    | Dijon FCO R        | 59  | 38 | 15 | 14 | 9  | 52 | 49 | +3   |
| 8    | Nîmes Olympique P  | 58  | 38 | 17 | 7  | 14 | 52 | 42 | +10  |
| 9    | AJ Auxerre R       | 49  | 38 | 13 | 10 | 15 | 51 | 53 | -2   |
| 10   | Tours FC           | 49  | 38 | 12 | 13 | 13 | 40 | 49 | -9   |
| 11   | AC Arles-Avignon   | 46  | 38 | 10 | 16 | 12 | 36 | 48 | -12  |
| 12   | RC Lens            | 45  | 38 | 9  | 18 | 11 | 39 | 53 | -14  |
| 13   | FC Istres          | 43  | 38 | 11 | 10 | 17 | 38 | 45 | -7   |
| 14   | Clermont FA        | 43  | 38 | 9  | 16 | 13 | 33 | 47 | -14  |
| 15   | Chamois Niortais P | 42  | 38 | 8  | 18 | 12 | 39 | 42 | -3   |
| 16   | LB Châteauroux     | 42  | 38 | 8  | 18 | 12 | 43 | 47 | -4   |
| 17   | Stade lavallois    | 42  | 38 | 10 | 12 | 16 | 47 | 54 | -7   |
| 18   | Le Mans FC         | 40  | 38 | 11 | 7  | 20 | 39 | 62 | -23  |
| 19   | CS Sedan           | 31  | 38 | 6  | 13 | 19 | 41 | 58 | -17  |
| 20   | GFC Ajaccio P      | 25* | 38 | 6  | 10 | 22 | 34 | 54 | -20  |

Promotions et relégations
- Montée en Ligue 1 2013-2014
- Relégation en National 2013-2014

Abréviations
- R : Relégué de Ligue 1 2011-2012
- P : Promu de National 2011-2012

- Lors de sa réunion du 11 avril 2013, la commission de discipline de la LFP a retiré 3 points au GFC Ajaccio pour la saison 2012/2013 à la suite des graves incidents survenus lors de la rencontre GFC Ajaccio – AS Monaco.

### Évolution du classement
| Journées   | 1  | 2  | 3  | 4  | 5  | 6  | 7   | 8   | 9  | 10  | 11  | 12  | 13  | 14  | 15  | 16  | 17  | 18  | 19  | 20  | 21 | 22  | 23  | 24  | 25  | 26 | 27 | 28 | 29 | 30 | 31 | 32 | 33 | 34 | 35 | 36 | 37 | 38 |
| ---------- | -- | -- | -- | -- | -- | -- | --- | --- | -- | --- | --- | --- | --- | --- | --- | --- | --- | --- | --- | --- | -- | --- | --- | --- | --- | -- | -- | -- | -- | -- | -- | -- | -- | -- | -- | -- | -- | -- |
| Classement | 2e | 7e | 3e | 8e | 6e | 8e | 10e | 11e | 8e | 11e | 12e | 10e | 11e | 14e | 16e | 16e | 11e | 13e | 11e | 11e |    | 12e | 11e | 10e | 10e |    |    |    |    |    |    |    |    |    |    |    |    |    |
| Points     | 3  | 3  | 6  | 6  | 9  | 9  | 9   | 10  | 13 | 13  | 13  | 16  | 17  | 17  | 17  | 18  | 21  | 21  | 24  | 24  |    | 25  | 28  | 31  | 34  |    |    |    |    |    |    |    |    |    |    |    |    |    |

## Coupe de France
| Date     | Heure | Tour    | Adversaire        | Lieu     | Résultat | Buteurs pour l'AJA | Affluence |
| 17/11/12 | 16h30 | 7e tour | FC Bourg-Péronnas | Péronnas | 1 - 0    |                    |           |

## Coupe de la ligue
| Date     | Heure | Tour          | Adversaire | Lieu    | Résultat | Buteurs pour l'AJA          | Affluence |
| 07/08/12 | 20h00 | 1er tour      | Amiens SC  | Amiens  | 1 - 2    | Mandjeck 29e Meïté 48e      | 2 477     |
| 28/08/12 | 20h50 | 2er tour      | Dijon FCO  | Auxerre | 2 - 1    | Hengbart 30e Jullien 90+2e  | 5 532     |
| 25/09/12 | 20h00 | 16e de finale | Angers SCO | Auxerre | 2 - 0    | Ntep 18e Makengo 52e (pen.) | 4 680     |
| 07/11/12 | 20h00 | 8e de finale  | SC Bastia  | Bastia  | 1 - 0    |                             | 7 282     |